# César Romero (piłkarz)
César Benjamin „Tarzán” Romero Ortiz (ur. 3 sierpnia 2001 w Santa Cruz) – boliwijski piłkarz występujący na pozycji środkowego obrońcy, reprezentant Boliwii, od 2023 roku zawodnik Bloomingu.